# Cégep régional de Lanaudière
 (décembre 2023).

Logo du Cégep régional de Lanaudière

Le Cégep régional de Lanaudière est un cégep composé de trois collèges constituants à Joliette, L'Assomption et Terrebonne, au Québec.
Le collège constituant de Joliette compte environ 2 450 étudiants, le collège constituant de L'Assomption compte 1 750 étudiants et le collège constituant de Terrebonne compte 1886 étudiants. L'admission au Cégep régional de Lanaudière à L'Assomption se fait via le Service régional d'admission du Montréal métropolitain (SRAM).

## Fondation
Le Cégep régional de Lanaudière a été institué en 1998.  Il a été créé pour permettre à la population de la région de Lanaudière, jeunes, adultes ou membres d’entreprises, d’avoir accès à l’expertise et aux ressources de son cégep.
Le Cégep régional de Lanaudière est unique. Il comprend trois collèges constituants, à Joliette, à L’Assomption et à Terrebonne, et aucun de ces collèges n’est la succursale, le campus ou le point de service d’un autre. Ce sont trois collèges à part entière qui partagent des ressources et des services.
La mission de chaque collège lui est particulière. La vie pédagogique et la vie étudiante y sont teintées par les valeurs, la culture et la tradition propres aux gens qui l’ont bâti et qui continuent d’en orienter le développement. C’est le centre administratif, situé à Repentigny, qui a le mandat de fournir les services communs aux trois collèges constituants.
Le Cégep régional de Lanaudière comprend également un service de la formation continue avec des centres de service à Joliette, Terrebonne et Repentigny.

## Modèle de gouvernance
La Loi des collèges détermine les missions respectives du Cégep régional et des collèges constituants de même que la répartition entre eux des pouvoirs et des responsabilités. La mission du Cégep régional est d’organiser l’enseignement préuniversitaire et technique de niveau collégial dispensé par ses collèges constituants, en favorisant entre eux la collaboration ainsi que la complémentarité de leurs activités. Tel que décrit dans la Loi des collèges, la mission propre du collège constituant consiste à mettre en œuvre les programmes d’études collégiales que le Cégep régional lui confie et de collaborer au développement social et culturel de la région qu’il dessert.
L’entité régionale est principalement responsable des orientations, du développement et de l’accès à la formation dans la région. De façon particulière, elle est responsable de la détermination des modalités d’application du régime des études collégiales, de la répartition des programmes entre les collèges constituants, tant au niveau des DEC que des AEC, des ressources entre les collèges constituants, de l’admission des étudiants, de la détermination des conditions d’exercice des pouvoirs des collèges relatifs à l’enseignement régulier, la formation continue et à l’international.
Pour leur part, chacun des collèges constituants ainsi que le Service de la formation continue sont responsables de la mise en œuvre des programmes, des plans de réussite, des approches pédagogiques, des services directs à l’étudiant, des services liés à la vie étudiante ainsi que de la recommandation au conseil d’administration pour l’émission des DEC et des AEC. Tout en exerçant un pouvoir d’influence sur les orientations, les interventions et les décisions du Cégep régional, les collèges constituants et le Service de la formation continue assurent la gestion des ressources qui leur sont allouées ainsi que des activités et des affaires courantes qu’ils génèrent. Les collèges constituants et le Service de la formation continue jouissent de l’autonomie nécessaire pour leur permettre de répondre adéquatement aux besoins des milieux qu’ils desservent.
La création du Cégep régional et de ses trois collèges constituants ne s’est pas faite sans difficulté. Elle a nécessité une réorganisation majeure des deux collèges existants, l’achat et l’agrandissement d’un collège, et la construction d’un nouveau collège qui s’est faite conjointement avec le Centre de formation professionnelle des Moulins. Tout cela s’est fait dans une période de compressions budgétaires, sans ajout de ressources pour les services administratifs régionaux. Sur la base de la répartition des pouvoirs et responsabilités prévue dans la Loi et confirmée dans les lettres patentes du Cégep régional, il a donc fallu concevoir et mettre en œuvre un devis administratif et les politiques, règlements et procédures qui en découlaient. Pour les collèges, il en fut de même pour les orientations, les politiques, les procédures relatives à l’ensemble de la gestion des programmes, des services éducatifs, des services aux étudiants et, dans les trois cas, d’ententes avec des partenaires locaux, telles que des institutions secondaires, des organisations culturelles et communautaires des territoires.
Depuis leur création, les trois collèges constituants ont pu développer leurs propres projets éducatifs, leurs propres politiques institutionnelles d’évaluation (des apprentissages, des programmes), des services qui correspondent au profil de leurs clientèles, un conseil d’établissement, une commission des études, des comités de programmes, des départements qui ont leur existence propre et qui sont centrés sur les réalités et les besoins de leurs communautés respectives et de leurs étudiants.
Ils desservent aujourd’hui des MRC avec leurs propres caractéristiques, la région Les Moulins se caractérisant par son secteur industriel tandis que la MRC de L’Assomption accueille davantage des entreprises de service. Les secteurs manufacturiers et agroalimentaires demeurent toujours d’importantes forces dans les autres MRC de la région.
Localement, chaque collège constituant a développé des programmes qui sont originaux et des activités sportives et culturelles qui leur sont propres. Ils se sont aussi dotés de compétences et d’infrastructures qui desservent l’ensemble de la région en concordance avec les besoins régionaux.

## Direction du Cégep régional de Lanaudière
- Marcel Côté, directeur du Cégep régional de Lanaudière (2011 - )
- Bernard Lachance, directeur du Cégep régional de Lanaudière (2007 - 2011)
- Jean M. Poirier, directeur du Cégep régional de Lanaudière (2002 - 2006)
- Donald Fortin, directeur du Cégep régional de Lanaudière (1998 - 2002)

## Direction du Collège constituant de Joliette
- Chantale Perreault, directrice du Collège constituant de Joliette (2012 - )
- Dominique Cournoyer, directrice du Collège constituant de Joliette (2004 - 2012)
- Pascal Nadon, directeur du Collège constituant de Joliette (2001 - 2004)
- Claude St-Cyr, directeur du Collège constituant de Joliette (1998 - 2001)

## Direction du Collège constituant de L'Assomption
- Gabrielle Théroux, directrice du Collège constituant de L'Assomption (2007 - )
- Carole Rivest-Turgeon, directrice du Collège constituant de L'Assomption (2004 - 2007)
- Yvon Tousignant, directeur du Collège constituant de L'Assomption (1998 - 2004)

## Direction du Collège constituant de Terrebonne
- Richard Laroche, directeur du Collège constituant de Terrebonne (2012 - *)
- Céline Durand, directrice du Collège constituant de Terrebonne (2002 - 2012)
- Line Boileau, directrice du Collège constituant de Terrebonne (2001 - 2002)
- Normand Bernier, directeur du Collège constituant de Terrebonne (1998 - 2001)

## Enseignants
- Louis Cornellier qui est l'auteur de «Lire le Québec au quotidien» aux éditions VARIA, 2005 et "Figures québécoises, portraits critiques" aux éditions du Septentrion

## Célébrités qui ont fréquenté le Cégep
- Bernard Landry
- Guy Chevrette
- Jean Chrétien
- Marcel Masse
- Yannick Boivin, chanteur du groupe Yelo Molo
- Jocelyn Lapointe, trompettiste de La Bottine Souriante
- Daniel Boucher, chanteur-compositeur
- Patrick Carpentier, sports
- Sarah Bellemare qui a étudié en Sciences de la nature a été nommé personnalité de La Presse 2005
- Martin Deschamps, chanteur
- Plume Latraverse, chanteur
- Michel Bordeleau, musicien traditionnel, groupe Les Charbonniers de l'enfer et Bottine Souriante
- Louis-Philippe Marsolais, corniste soliste et chambriste, qui a gagné trois prix au Concours international de musique de Munich et un 1er prix au Concours de l'Orchestre Symphonique de Montréal
- Louis Dufort, compositeur et enseignant en musique électro-acoustique au Conservatoire de Montréal
- Antoine Dufour, guitariste